# Ji'an
Ji-án (en chino: 吉安, pinyin: Jí'ān) es una ciudad-prefectura en la provincia de Jiangxi, República Popular de China. Limita al norte con Xinyu, al sur con Ganzhou, al oeste con Hengyang y al este con Fuzhou. Su área es de 25 300 km² y su población de 4 810 340 (2010).

## Administración
La ciudad prefectura de Ji-án se divide en 2 distritos, 1 municipio y 10 condados:
- Distrito Jizhou (吉州区)
- Distrito Qingyuan (青原区)
- Ciudad Jinggangshan (井冈山市)
- Condado Yongxin (永新)
- Condado Anfu (安福县)
- Condado Xingan (新干县)
- Condado Xiajiang (峡江县)
- Condado Yongfeng (永丰县)
- Condado Jishui (吉水县)
- Condado JiAn (吉安县)
- Condado Taihe (泰和县)
- Condado WanAn (万安县)
- Condado Suichuan (遂川县)

## Clima
| Parámetros climáticos promedio de Ji-án (1971—2000)     | Parámetros climáticos promedio de Ji-án (1971—2000) | Parámetros climáticos promedio de Ji-án (1971—2000) | Parámetros climáticos promedio de Ji-án (1971—2000) | Parámetros climáticos promedio de Ji-án (1971—2000) | Parámetros climáticos promedio de Ji-án (1971—2000) | Parámetros climáticos promedio de Ji-án (1971—2000) | Parámetros climáticos promedio de Ji-án (1971—2000) | Parámetros climáticos promedio de Ji-án (1971—2000) | Parámetros climáticos promedio de Ji-án (1971—2000) | Parámetros climáticos promedio de Ji-án (1971—2000) | Parámetros climáticos promedio de Ji-án (1971—2000) | Parámetros climáticos promedio de Ji-án (1971—2000) | Parámetros climáticos promedio de Ji-án (1971—2000) |
| Mes                                                     | Ene.                                                | Feb.                                                | Mar.                                                | Abr.                                                | May.                                                | Jun.                                                | Jul.                                                | Ago.                                                | Sep.                                                | Oct.                                                | Nov.                                                | Dic.                                                | Anual                                               |
| ------------------------------------------------------- | --------------------------------------------------- | --------------------------------------------------- | --------------------------------------------------- | --------------------------------------------------- | --------------------------------------------------- | --------------------------------------------------- | --------------------------------------------------- | --------------------------------------------------- | --------------------------------------------------- | --------------------------------------------------- | --------------------------------------------------- | --------------------------------------------------- | --------------------------------------------------- |
| Temp. máx. media (°C)                                   | 10.2                                                | 11.8                                                | 16.0                                                | 22.5                                                | 27.3                                                | 30.7                                                | 34.3                                                | 33.7                                                | 29.8                                                | 24.7                                                | 18.7                                                | 13.4                                                | 22.8                                                |
| Temp. mín. media (°C)                                   | 3.8                                                 | 5.5                                                 | 9.3                                                 | 15.3                                                | 19.8                                                | 23.3                                                | 25.6                                                | 25.2                                                | 21.7                                                | 16.5                                                | 10.5                                                | 5.2                                                 | 15.1                                                |
| Precipitación total (mm)                                | 73.4                                                | 103.2                                               | 169.0                                               | 224.4                                               | 214.6                                               | 234.0                                               | 116.3                                               | 134.5                                               | 79.6                                                | 74.2                                                | 55.0                                                | 40.7                                                | 1518.9                                              |
| Días de precipitaciones (≥ 0.1 mm)                      | 13.7                                                | 15.0                                                | 18.9                                                | 19.2                                                | 18.3                                                | 16.0                                                | 10.8                                                | 11.9                                                | 9.0                                                 | 9.4                                                 | 8.3                                                 | 8.3                                                 | 158.8                                               |
| Horas de sol                                            | 76.4                                                | 67.9                                                | 71.4                                                | 96.2                                                | 131.1                                               | 153.6                                               | 247.8                                               | 226.9                                               | 165.4                                               | 145.8                                               | 129.9                                               | 128.1                                               | 1640.5                                              |
| Humedad relativa (%)                                    | 81                                                  | 82                                                  | 84                                                  | 83                                                  | 81                                                  | 81                                                  | 74                                                  | 76                                                  | 77                                                  | 76                                                  | 76                                                  | 75                                                  | 78.8                                                |
| Fuente: 中国气象局 国家气象信息中心 22 de marzo de 2009 |                                                     |                                                     |                                                     |                                                     |                                                     |                                                     |                                                     |                                                     |                                                     |                                                     |                                                     |                                                     |                                                     |

## Aeropuerto
El aeropuerto local de la ciudad es el Jinggangshan (井冈山机场) localizado en el condado Taihe (泰和县) a 30 km del área urbana, con una longitud de 2 600 metros.